# Saigerhandel
Der Saigerhandel beschäftigte sich mit den Rohstoffen und Produkten der Saigerhütten, welche seit dem 15. Jahrhundert nachgewiesen sind. Saigerhütten gewannen Garkupfer und Silber aus silberhaltigem Rohkupfer, das im Mittelalter im mitteldeutschen Raum vorwiegend aus dem Mansfelder Land stammte. Weiter benötigte man Blei für die Kupellation und Holzkohle und weitere Zuschlagsstoffe für die Verhüttung.
Die Finanzierung des Saigerhandels erfolgte oft über Wechselgeschäfte, welche häufig in Frankfurt am Main und Nürnberg eingelöst wurden. Erfolgreiche Saigerhändler waren unter anderem die Welser in Nürnberg, die Imhoff, die Bucher/Buchner in Eisleben und Leipzig, Hans Reinicke und Matthäus Landauer.